# Johann Friedrich Christoph Busche
Johann Friedrich Christoph Busche (* 5. Dezember 1850 in Beckedorf; † 12. März 1935 ebenda) war ein deutscher Bürgermeister und Abgeordneter des Kurhessischen Kommunallandtages des Regierungsbezirks Kassel.

## Leben
Johann Friedrich Christoph Busche war der Sohn des Landwirts Johann Friedrich Busche und dessen Gemahlin Engel Dorothee Rehbock. Zunächst betrieb er die Landwirtschaft seines Vaters, wurde Mitglied der SPD und 1891 zum Bürgermeister seines Heimatortes gewählt. Er war damit zugleich Standesbeamter von Beckedorf. 1919 wurde er im Amt des Bürgermeisters von Heinrich Friedrich Busche (1885–1959) abgelöst. Als Mitglied des Kreistages in Rinteln saß er im Kreisausschuss und wurde 1920 Abgeordneter des Kurhessischen Kommunallandtages des Regierungsbezirks Kassel.